# Astragalus gladiatus
Astragalus gladiatus är en ärtväxtart som beskrevs av Pierre Edmond Boissier. Astragalus gladiatus ingår i släktet vedlar, och familjen ärtväxter. Inga underarter finns listade i Catalogue of Life.